# Mesembrius chapini
Mesembrius chapini är en tvåvingeart som beskrevs av Charles Howard Curran 1939. Mesembrius chapini ingår i släktet Mesembrius och familjen blomflugor.
Artens utbredningsområde är Kongo. Inga underarter finns listade i Catalogue of Life.